# Хозино (Нижегородская область)
Хозино — село в городском округе город Первомайск Нижегородской области России.

## География
Село находится в южной части Нижегородской области, в зоне хвойно-широколиственных лесов, на берегах реки Сухой Сатис, вблизи места впадения в неё её левого притока реки Лапши, на расстоянии приблизительно 19 километров (по прямой) к северо-западу от города Первомайска, административного центра района. Абсолютная высота — 183 метра над уровнем моря.
Климат
Климат характеризуется как умеренно континентальный, с жарким летом и холодной продолжительной зимой. Среднегодовая температура — 3,6 °C. Абсолютный минимум температуры воздуха самого холодного месяца (января) составляет −43 °C; абсолютный максимум самого тёплого месяца (июля) — 39 °C. Продолжительность безморозного периода колеблется в диапазоне от 95 до 180 дней. Среднегодовое количество атмосферных осадков составляет 538 мм.
Часовой пояс
Село Хозино, как и вся Нижегородская область, находится в часовой зоне МСК (московское время). Смещение применяемого времени относительно UTC составляет +3:00.

## Население
| 2002 | 2010 |
| ---- | ---- |
| 25   | ↘12  |

История
С 1891 года по 1917 год в Хозино располагались рудники по добыче железной руды , а также Сатисский железоделательный завод, который входил на 1899 год в список главнейших горнозаводских предприятий Российской империи.  Завод производил чугунные изделия.  Завод принадлежал Касимовским купцам братьям Ивану и Петру Федоровичам Поповым. 
Национальный состав
Согласно результатам переписи 2002 года, в национальной структуре населения русские составляли 100 % из 25 чел.